# Bębnikąt (województwo wielkopolskie)
Bębnikąt – wieś w Polsce położona w województwie wielkopolskim, w powiecie obornickim, w gminie Oborniki.
W latach 1975–1998 miejscowość administracyjnie należała do województwa poznańskiego.